# 哈马德水上运动中心
哈马德水上运动中心（英語：Hamad Aquatic Centre）是一座位于卡塔尔多哈的大型综合游泳馆，是多哈体育城的组成部分，临近哈里发国际体育场，该水上运动中心是2006年亚洲运动会水上项目的比赛场地。
目前，哈马德水上运动中心拥有两个符合奥运会标准的比赛用泳池，两个跳水比赛用池，可承办游泳、跳水和花样游泳项目。主体育场可容纳2000名观众。